# Chilicola inermis
Chilicola inermis là một loài Hymenoptera trong họ Colletidae. Loài này được Friese mô tả khoa học năm 1906.